# Jukinori Mijabe
Jukinori Mijabe (japonsky 宮部 行範, Mijabe Jukinori; 18. července 1968 Tokio – 7. března 2017 Tokio) byl japonský rychlobruslař.
Prvního mistrovství světa se zúčastnil v roce 1990, kdy se na sprinterském světovém šampionátu umístil na pátém místě. Startoval na Zimních olympijských hrách 1992, kde v závodě na 1000 m získal bronzovou medaili, na trati 500 m byl osmnáctý a na patnáctistovce devátý. O několik týdnů později dokončil Mistrovství světa na deváté příčce, což bylo jeho nejlepší umístění v kariéře, a poprvé se objevil na závodech Světového poháru. V závodě na 1000 m na zimní olympiádě 1994 dobruslil jako čtrnáctý, distanci 1500 m dokončil na 21. příčce. V sezóně 1994/1995 vyhrál celkové pořadí Světového poháru v závodech na 1000 m. Na světovém šampionátu na jednotlivých tratích dosáhl nejlepšího výsledku v roce 1999 v závodě na 500 m (10. místo). Poslední starty absolvoval na konci roku 1999.
Jukinori Mijabe podlehl rakovině 7. března 2017. Jeho bratr Jasunori je rovněž bývalým rychlobruslařem.